# المستأجر (فلم)
المستأجر (بالفرنسية Le Locataire) هو فيلم رعب فرنسي تم عرضه عام 1976 ومن إخراج رومان بولانسكي مقتبس عن قصة المستأجر الخرافي لرولاند توبور ، ومن بطولة رومان بولانسكي إيزابيل إدجاني و شيلي وينتر و ميلفين دوغلاس جوفان فيليت .

## القصة
تدور أحداث الفيلم حول شاب انطوائي يدعى ترلكوفسكي (رومان بولانسكي) يستأجر شقة عاشت بها شابة حاولت الانتحار وبمرور الوقت ينعزل عن حياته اليومية وعن العالم حتي يصل به الحال إلى الأصابة بجنون الأرتياب فيشك بكل من حوله معتقدا بأنهم يسعون لقتلة .

## وصلات خارجية
- مقالات تستعمل روابط فنية بلا صلة مع ويكي بيانات